# Heimersdorf
Heimersdorf település Franciaországban, Haut-Rhin megyében. Lakosainak száma 651 fő (2022. január 1.). Heimersdorf Hirsingue, Largitzen, Bisel és Ruederbach községekkel határos.

## Népesség
A település népességének változása:
| Lakosok száma | 645  | 656  | 678  | 660  | 660  | 662  | 659  | 655  | 651  |
|               | 2013 | 2015 | 2016 | 2017 | 2018 | 2019 | 2020 | 2021 | 2022 |